# نظرية فوضى الكون

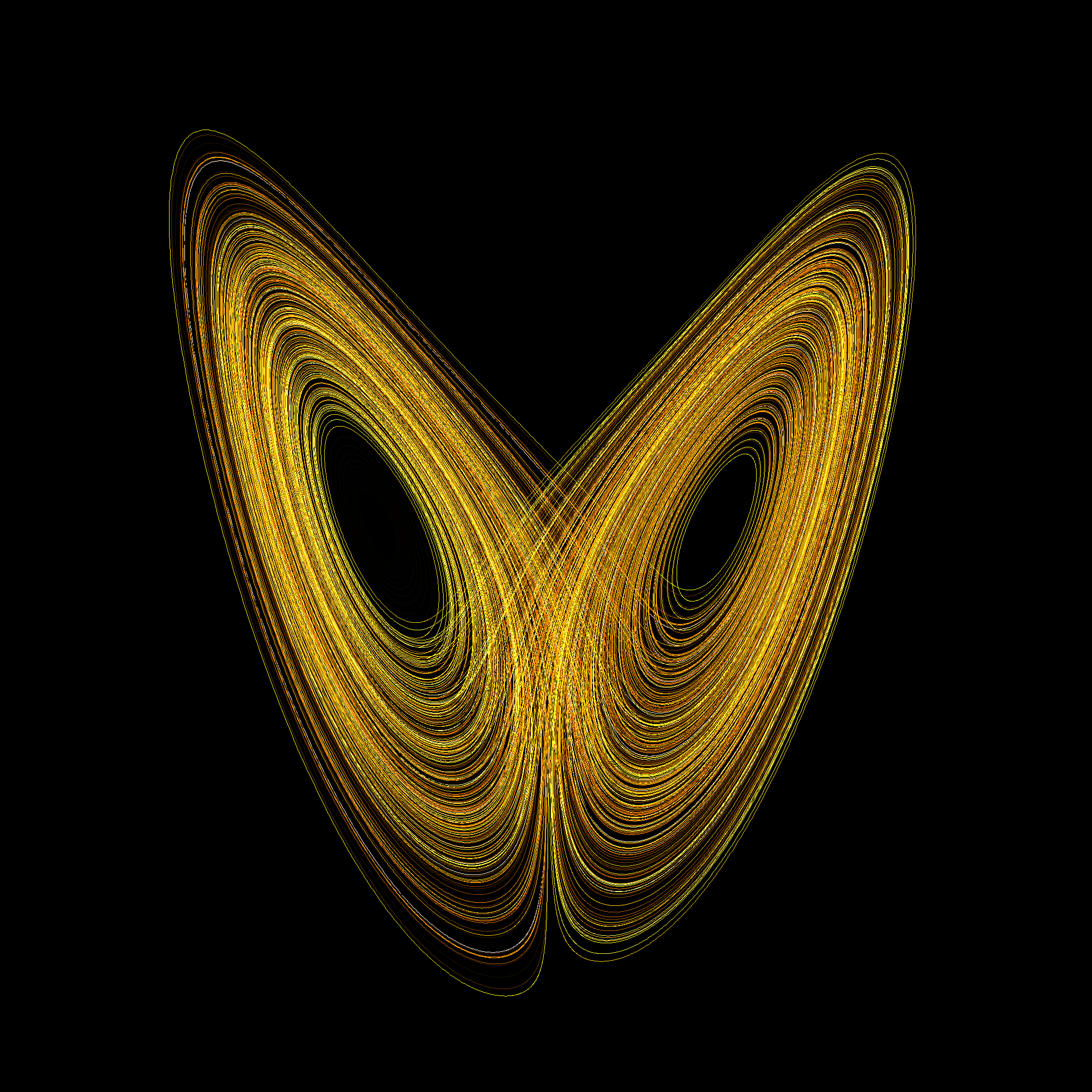
صورة تمثل المخطط الإسقاطي لجملة لورينتز الموافقة للقيم التالية: r=28, σ = 10, b = 8/3

نَظَريّة فَوْضَى الكَوْن أو نظرية الشواشية (بالإنجليزية: Chaos theory)‏ وهيَ واحدة من أحدث النظريات الرياضية الفيزيائية - وتترجم أحيانا بنظرية الفوضى - التي تتعامل مع موضوع الجمل المتحركة (الديناميكية) اللاخطية التي تبدي نوعا من السلوك العشوائي يعرف بالشواش، وينتج هذا السلوك العشوائي إما عن طريق عدم القدرة على تحديد الشروط البدئية (تأثير الفراشة) أو عن طريق الطبيعة الفيزيائية الاحتمالية لميكانيك الكم.
تحاول نظرية الشواش أن تستكشف النظام الخفي المضمر في هذه العشوائية الظاهرة محاولة وضع قواعد لدراسة مثل هذه النظم مثل الموائع والتنبؤات الجوية والنظام الشمسي واقتصاد السوق وحركة اللأسهم المالية والتزايد السكاني.

## تاريخ
تاريخيا، دراسة ظواهر الفوضى ظهرت ابتداءاً من معضلة الأجسام الثلاث، وهي مشكلة ديناميكية الفيزياء الرياضية المطبقة على الميكانيكا السماوية، التي واجهها في المقام الأول علماء رياضيات مثل جوزيف لوي لاغرانج وهنري بوانكاريه.

## مقدمة عامة
أول من بحث في الشواش كان عالم الأرصاد، المدعو إدوارد لورينتز. ففي عام 1960 م، كان يعمل على مشكلة التنبؤ بالطقس. على حاسوب مزود بنموذج لمحاكاة تحولات الطقس مؤلف من مجموعة من اثنتا عشرة معادلة لتشكيل الطقس. يقوم برنامج الحاسوب هذا بتوقع نظري للطقس.
في أحد أيام 1961، أراد رؤية سلسلة معينة من الحسابات مرة ثانية. ولتوفير الوقت، بدأ من منتصف السلسلة، بدلا من بدايتها.
لاحظ لورينتز عند عودته، أن السلسلة قد تطورت بشكل مختلف. بدل من تكرار نفس النمط السابق، فقد حدث تباعد في النمط، ينتهي بانحراف كبير عن المخطط الأصلي للسلسلة الأصلية.
وفي النهاية استطاع لورينتز تفسير الأمور، فقد قام الحاسوب بتخزين الأعداد بستة منازل عشرية في الذاكرة. لكنه كان يظهر ثلاثة أرقام عشرية فقط. عندما قام لورينتز بإدخال عدد من منتصف السلسلة أعطاه الرقم الظاهر ذو المنازل العشرية الثلاث وهذا أدى لاختلاف بسيط جدا عن الرقم الأصلي الموجود في الحسابات. ورغم أن هذا الخلاف بسيط جدا وضئيل فقد تطور مع تسلسل الحسابات إلى فروق ضخمة تجلت بانحرافات المخططات الواضحة.
كانت الأفكار التقليدية وقتها تعتبر مثل هذا التقريب إلى ثلاثة مراتب عشرية دقيقا جدا ولم يكن الفيزيائيون يلقون بالا إلى الفروقات التي يمكن أن تنتج بعد مدة من هذه الفروقات الضئيلة في الشروط البدئية للتجربة، لكن لورينتز غير هذه الفكرة.
جاء هذا التأثير لكي يعرف بتأثير الفراشة. فكمية الاختلاف الضئيلة في نقاط بداية المنحنيين كانت صغيرة جدا لدرجة تشبيهها بخفقان جناح فراشة في الهواء لكن آثارها كانت عظيمة لدرجة التنبؤ بإعصار يضرب منطقة من العالم.
من هذه الفكرة، صرح لورينتز بأنه من المستحيل توقع الطقس بدقة. على أية حال، قاد هذا الاكتشاف لورينتز إلى تشكيل النظرية التي عرفت لاحقا بنظرية الشواش.
بدأ لورينتز البحث عن نظام (مجموعة معادلات) أسهل من نظامه ذو الاثني عشر معادلة ليدرس حساسيته للشروط البدئية. اعتمد لورينتز نموذجا يصف جملة دولاب مائي مؤلفة من ثلاث معادلات.
حصل لورينتز من جديد على حساسية عالية للشروط البدئية في هذا النموذج، فالنموذج كان يقدم نموذجا شواشيا يتغير مخططه بتغير الشروط البدئية لكن المدهش في الموضوع أن شكل المخططات كان دائما متشابها بشكل لولب مزدوج. تقليديا، كانت توصف الحركات بأنها إما أن تؤدي إلى حالة مستقرة حيث تصل المتغيرات إلى قيم ثابتة لا تتغير أو حركات دورية تقوم بنفس الحركات على نفس المسارات بشكل مستمر، لكن في هذه الحالة حصل لورينتز على حركات ذات شكل متشابه لكنها غير متطابقة وبالتالي غير دورية، وهذا النمط من الحركة هو ما أسماه لورينتز فيما بعد بجاذب لورينتز.

## مفاهيم أساسية
- الجملة الخطية أو النظام الخطي تساوي مجموع أجزائها بينما الجملة اللاخطية يمكن أن تكون أكثر من مجموع أجزائها. هذا يقتضي ضرورة دراسة الجملة ككل وعدم الاكتفاء بدراسة أجزاء الجملة كلا على حدة.
- معظم الظواهر الطبيعية في الكون تتألف من جمل لاخطية في حين تشكل الجمل الخطية نزرا يسيرا من تكوين العالم غالبا ما تظهر بعد إجرائنا لكثير من الإجراءات والتقريبات لجعل شروط الظاهرة نظامية والجملة خطية.

## الحركة الشواشية
يمكن تصنيف حركة ما بأنها شواشية إذا أبدت الخواص التالية:
- أن تكون مقيدة
- حساسة للشروط البدئية
- قابلية التحويل
- تراص مساراتها الدورية.

الحساسية للشروط البدئية تعني أن أي جملتين متماثلتين: تسلكان مسارات مختلفة كليا ضمن فضائهما الطوري إذا اختلفت الشروط البدئية ولو بشكل ضئيل.
قابلية التحويل  تعني أنه يمكن تطبيق تابع تحويل على أي فترة زمنية ت1 بحيث يقوم بمطها ومطابقتها مع فترة زمنية أخرى ت2.

## جواذب الحركة
أهم طرق تمثيل الحركات هي مخططات الطور حيث يقوم كل محور في نظام الإحداثيات بتمثيل أحد أبعاد حالة الجملة. فمثلا إذا كان الجسيم بحالة راحة يمكن تمثيله بنقطة في حين إذا كانت الجملة تتحرك حركة دورية فسيكون تمثيلها بمنحن مغلق بسيط. فمن المؤكد إذن أن مخطط الطور لجملة معطاة يعتمد على الشروط البدئية للجملة إضافة إلى مجموعة من المؤشرات لكن في الكثير من الأحيان تبين مخططات الطور بأن حركات الجمل تتطور مع الزمن لتؤدي في النهاية نفس الحركة وذلك مهما كانت الشروط البدئية، كما لو أن الجملة تنجذب لأداء هذه الحركة.
لذلك ندعو هذه الأنماط من الحركات الجاذبة للجمل بالجواذب، من هذه الجواذب ما هو بسيط على شكل نقطي أو منحنيات دائرية تدعى بالدوائر الحدية. بالمقابل تبدي الحركات الشواشية جواذب غريبة ومعقدة تدعى بالجاذب الغريب.

## تطبيقاتها

بندول ثنائي العصيّ يظهر نظرية الفوضى

ولدت نظرية الفوضى من خلال ملاحظة أنماط الطقس، ولكنها أصبحت قابلة للتطبيق على مجموعة متنوعة من الحالات الأخرى، ومن المجالات التي تستفيد من نظرية الفوضى اليوم هي الجيولوجيا والرياضيات وعلم الأحياء الدقيقة وعلم الأحياء وعلوم الكمبيوتر والاقتصاد والهندسة وإدارة الأموال والتداول الخوارزمي وعلم الأرصاد الجوية والفلسفة وعلم الإنسان والفيزياء والسياسة فيزياء, وحركية السكان وعلم النفس وعلم الروبوتات، وسيتم سرد بعض الفئات أدناه مع الأمثلة، ولكن هذه ليست بأي حال قائمة شاملة إذ لا تزال تظهر تطبيقات جديدة.

### التشفير
استخدمت نظرية الفوضى لسنوات عديدة في التشفير، وفي العقود القليلة الماضية استخدمت نظرية الفوضى والديناميكيات غير الخطية في تصميم المئات من التعليمات الأولية المشفرة، وتتضمن هذه الخوارزميات خوارزميات تشفير الصور ودالات التجزئة والمولدات الرقمية العشوائية الآمنة والتشفير التدفقي والعلامات المائية والستيغانوغرافي.
تعتمد غالبية هذه الخوارزميات على خرائط عشوائية أحادية الشكل، ويستخدم جزء كبير من هذه الخوارزميات معلمات التحكم والحالة الابتدائية للخرائط الفوضوية كمفاتيح، ومن منظور أوسع -دون فقدان العموميات- فإن أوجه التشابه بين الخرائط الفوضوية وأنظمة التشفير هي الدافع الرئيسي لتصميم خوارزميات التشفير المبنية على الفوضى.
```
يعتمد نوع واحد من التشفير هو المفتاح السري أو التشفير بالمفتاح المتناظر على الانتشار والارتباك، الذي يتم تصميمه بشكل جيد من خلال نظرية الفوضى، وعندما يقترن نوع آخر من الحوسبة وهو حوسبة 
الحمض النووي منقوص الأوكسجين
 (DNA) بنظرية الفوضى، تتوفر طريقة لتشفير الصور والمعلومات الأخرى، وقد ثبت أن العديد من خوارزميات التشفير (DNA-Chaos) غير آمنة أو أن التقنية المطبقة غير فعالة.
[
18
]
```

### علم الروبوتات
الروبوتات مجال آخر استفاد مؤخرًا من نظرية الفوضى، فبدلًا من الروبوتات التي تعمل على أسلوب التجربة والخطأ لتحسين التفاعل مع البيئة، استخدمت نظرية الفوضى لبناء نموذج تنبؤي، وقد عرضت ديناميكيات الفوضى من قبل الروبوتات ذات القدمين التي تمشي بشكل منفعل.

### علم الأحياء
لأكثر من مئة عام، كان علماء الأحياء يتتبعون أعداد الأنواع المختلفة باستخدام النماذج السكانية، ومعظم النماذج متواصلة ولكن في الآونة الأخيرة تمكن العلماء من تنفيذ نماذج عشوائية في بعض المجموعات السكانية، وعلى سبيل المثال؛ أظهرت دراسة على نماذج الوشق الكندي وجود سلوك فوضوي في النمو السكاني، ويمكن أيضًا العثور على الفوضى في الأنظمة البيئية مثل علم المياه، وفي حين أن النموذج الفوضوي لعلم المياه له عيوبه، ولكن لا يزال هناك الكثير لتعلمه من النظر إلى البيانات من خلال عدسة نظرية الفوضى.
يوجد تطبيق بيولوجي آخر في مراقبة قلب الجنين، فمتابعة الجنين تتطلب توازن دقيق للحصول على معلومات دقيقة بطريقة غير غازية، ويمكن الحصول على نماذج أفضل من علامات التحذير لنقص الأكسجة الجنيني عبر النمذجة الفوضوية.

### مجالات أخرى
في الكيمياء، التنبؤ بالذوبان في الغاز ضروري لتصنيع البوليمرات، ولكن النماذج التي تستخدم استمثال عناصر سرب الجسيمات (PSO) لها عيوب، وباستخدام نظرية الفوضى تم إنشاء نسخة محسنة من تلك الخوارزمية، وفي ميكانيكا الفلك -وخاصة عند مراقبة الكويكبات- يؤدي تطبيق نظرية الفوضى إلى تنبؤات أفضل حول متى ستقترب هذه الأجسام من الأرض والكواكب الأخرى، وفي الفيزياء الكمومية والهندسة الكهربائية، استفادت دراسة نظم ضخمة من تقاطعات جوزيفسون بشكل كبير من نظرية الفوضى، بالإضافة لما سبق، كانت مناجم الفحم القريبة من المناطق السكنية أماكن خطرة تسبب فيها تسربات الغاز الطبيعي المتكررة العديد من الوفيات، وحتى وقت قريب، لم تكن هناك طريقة موثوقة للتنبؤ بموعد حدوثها، ولكن هذه التسريبات الغازية لها ميول فوضوية يمكن التنبؤ بها بدقة عند صياغتها بشكل صحيح.
يمكن تطبيق نظرية الفوضى خارج العلوم الطبيعية، ولكن تاريخيًا جميع هذه الدراسات تقريبًا لم تكن قابلة للتكرار، وفي علم النفس ما زالت تستخدم، وقد قام بعض الباحثين باستخدامها لإثبات أن قلب الإنسان يمكن أن يظهر بعض الصفات الفوضوية.
من خلال تعديل نموذج من الإرشاد الوظيفي ليشمل تفسيرًا فوضويًا للعلاقة بين الموظفين وسوق العمل، وُجِد أنه يمكن تقديم اقتراحات أفضل للأشخاص الذين يعانون من قرارات مهنية.
من الممكن تحسين النماذج الاقتصادية من خلال تطبيق نظرية الفوضى، لكن التنبؤ بصحة النظام الاقتصادي والعوامل المؤثرة فيه مهمة بالغة التعقيد، وتختلف الأنظمة الاقتصادية والمالية اختلافًا جوهريًا عن تلك الموجودة في العلوم الطبيعية الكلاسيكية، بحيث تكون الأولى عشوائية بطبيعتها لأنها ناتجة عن تفاعلات الناس، وبالتالي من غير المرجح أن تقدم النماذج الحتمية الصرفة تمثيلًا دقيقًا للبيانات، ويقدم الأدب التجريبي الذي يختبر نظرية الفوضى في الاقتصاد والتمويل نتائج متباينة للغاية، ويرجع ذلك جزئيًا إلى الخلط بين الاختبارات الخاصة بالفوضى والاختبارات العامة للعلاقات غير الخطية.
قد تستفيد التنبؤات المرورية من تطبيقات نظرية الفوضى، كما تم تطبيق نظرية الفوضى على بيانات دورة المياه البيئية (المعروفة بالبيانات الهيدرولوجية) مثل هطول الأمطار وتدفق المياه، ولكن الدراسات هنا أسفرت عن نتائج مثيرة للجدل.

## وصلات خارجية
- وثائقي: نظرية الفوضى على يوتيوب